# Брагінський Віктор Володимирович
Брагінський Віктор Володимирович (нар. 22 березня 1983, Київ, Українська РСР) — колишній керівник КП «Київський метрополітен».

## Життєпис
Народився 22 березня 1983 року в м. Києві.

### Освіта
- Ліцей «Поділ» № 100 (2000);
- Академія праці і соціальних відносин Федерації профспілок України, спеціальність «правознавство», кваліфікація — спеціаліст права (2000—2005);
- Військовий інститут Київського національного університету імені Т. Г. Шевченка, юридичне відділення, звання — молодший лейтенант юстиції (2002—2004);
- Національний транспортний університет, спеціальність «економіка підприємства», ступінь спеціаліста, диплом з відзнакою (2011—2013);
- Національна академія державного управління при Президентові України, кафедра економічної політики (2011—2014), здобув ступінь кандидата наук з державного управління (тема дисертації: «Державне управління транзитним потенціалом України в умовах глобалізації»)[1][2].

### Кар'єра
Почав трудову кар'єру у 18 років, як технік-наглядач на ЖБК «Україна». З 2004 по 2005 роки був заступником директора ТОВ «Спецодяг України».
З 2005 року обіймав низку посад у групі компаній «Нафтогаз України», де пройшов шлях від помічника до директора ПрАТ «Нафтогазвидобування».
2006—2007 роки — заступник директора ТОВ «Енергетичні проекти-Інтернешнл Консалтинг».
2007—2010 роки — директор ТОВ «Укрпромграніт».
2010—2011 роки — працював у ДП «Укрінтеравтосервіс», що займається обслуговуванням вітчизняних та іноземних автотранспортних засобів, спочатку був першим заступником, а незабаром генеральним директором.
У 2011 році очолював ДП «Бердянський морський торговельний порт», де по 2014 рік працював заступником з питань розвитку та інвестицій. У 2012 році призначений тимчасово виконуючим обов'язки голови Київської обласної дирекції «Укрпошти».
16 липня 2014 року київський міський голова Віталій Кличко призначив Віктора Брагінського начальником КП «Київський метрополітен», де він працював до березня 2024 року.

### Робота в Київському метрополітені
Одним з публічно задекларованих стратегічних напрямків роботи Київського метрополітену став початок будівництва станцій метрополітену на Сирецько-Печерській лінії до житлового масиву Виноградар. Період між етапом розробки проєкту та його остаточним ухваленням тривав 9 місяців. Зрештою, на початку 2019 року розпочались будівельні роботи, які продовжувались і у березні-травні 2020 року, не зважаючи на загрозу зупинки роботи під впливом карантинних обмежень. В одному зі своїх інтерв'ю Віктор Брагінський заявив, що відкриття нових станцій  «Мостицька» та  «Проспект Правди» (з електродепо у Подільському районі) планується вже наприкінці 2021 року.
Впродовж 2014—2020 років відбулося значне оновлення інфраструктури та рухомого складу Київського метрополітену. Так, на Сирецько-Печерській та Оболонсько-Теремківській лініях було проведене хімічне закріплення ґрунтів для запобігання просіданню тунелів. Це дозволило зняти обмеження швидкості руху поїздів. Відбувся капітальний ремонт станцій метро  «Лівобережна» та  «Святошин». Окрім цього, було відремонтовано та модернізовано 135 вагонів за проєктом зелених інвестицій (Кіотського протоколу). У рамках програми співпраці з Європейським банком реконструкції та розвитку КП «Київський метрополітен» планує придбати 50 нових вагонів рухомого складу. Київ став п'ятим містом у світі, де було запроваджено можливість безконтактної оплати проїзду у метрополітені банківською карткою.
З 18 березня по 25 травня 2020 року Київський метрополітен призупинив перевезення пасажирів через пандемію коронавірусу. Цей період був використаний для того, аби провести значний обсяг ремонтних робіт у тунелях і на станціях метрополітену.
14 березня 2024 року мер Києва Віталій Кличко, після розслідування журналістів Bihus.info, оголосив про відсторонення директора столичного метро Брагінського від виконання обов’язків. 15 березня 2024 Брагінський подав заяву на звільнення.
21 березня 2024 року Брагінський склав мандат депутата фракції «Удар» у Київраді.

## Розслідування
За даними розслідування bihus.info, під керівництвом Брагінського, КП «Київський метрополітен» уклало контракт на капітальний ремонт червоної лінії на 1,5 млрд грн з компанією родички бізнес-партнера Брагінського, що є викладачем класичної хореографії в академії танцю. Контракт, підписаний 23 грудня 2022 року з ТОВ «КБ „Теплоенергоавтоматика“» на ремонт тунелів Святошинсько-Броварської лінії, було засекречено «для службового користування». Вартість угоди склала 1,58 млрд грн, з яких підряднику було сплачено близько мільярда. Журналісти з'ясували, що контракт може мати значно завищені ціни на матеріали та обладнання. Тетяна Белецька, балерина і народна артистка України, що викладає в Національній опері України та очолює кафедру класичної хореографії в Київській муніципальній академії танцю, з літа 2020 року є основним власником ТОВ «КБ „Теплоенергоавтоматика“». Журналісти також виявили, що Белецька може бути тещею давнього колеги та бізнес-партнера Брагінського — Кирила Кривця. 
В середині 2000-х років вони працювали разом у структурах «Нафтогазу», а у 2007-2012 роках займалися спільним бізнесом. Коли 2014 року Брагінський очолив Київський метрополітен, Кривець став власником кількох підрядних компаній, які поставляли товари та виконували роботи для метро. Спочатку він увійшов до ТОВ «99 продакшн», яке одразу почало поставляти метрополітену формений одяг. На початку 2022 року опосередковано через це саме ТОВ «99 продакшн», Кривець став основним бенефіціаром ТОВ «Енергодарбудмеханізація». На той момент фірма вже давно була підрядником метрополітену, зокрема брала участь у досі не завершеному будівництві метро на Виноградар. Після входу Кривця, «Енергодарбудмеханізація» продовжив отримувати кошти від метрополітену, при цьому освоювати їх особливим способом.
12 листопада 2024 року Брагінському повідомили про підозру за неналежне виконання службових обов’язків. Підозра стосується підтоплення тунелів між станціями «Деміївська» та «Либідська».
У грудні 2024 року Брагінського було оголошено у розшук через переховування від органів досудового розслідування, а датою зникнення називають 20 червня 2024 року.
16 січня 2025 року стало відомо що Віктор виїхав з України на підставі підробленого висновку військово-лікарської комісії. Того ж дня правоохоронці провели у нього в помешканні обшуки. 